# Mary Lindemann
Mary Lindemann (née en 1949) est une historienne américaine, professeure d'histoire et ancienne présidente du département d'histoire de l'Université de Miami.

## Biographie
Elle obtient son doctorat en histoire de l'Université de Cincinnati en 1980, et est professeure d'histoire à l'Université de Miami depuis 2004. Elle est Fellow-in-Residence au Netherlands Institute for Advanced Study 2002-2003, est affiliée au Wellcome Trust Center for the History of Medicine 2007-2008, Fellow-in-Residence au Flemish Academic Centre for Science and les Arts à Bruxelles en 2011 et chercheur principal du Land de Basse-Saxe à la Bibliothèque Herzog August 2014-2016,.
Elle est présidente de la Société américaine d'histoire pendant le mandat 2020 et présidente de l'Association des études allemandes pendant le mandat 2017-2018. Elle est une experte de premier plan de l'histoire de l'Europe moderne, de l'histoire de l'Allemagne et de l'histoire de la médecine, en particulier de l'histoire allemande, néerlandaise et flamande. Elle est corédactrice en chef de la revue Early Modern Women: An Interdisciplinary Journal ,.
Son premier livre Patriots and Paupers: Hamburg, 1712–1830 est désigné Outstanding Academic Title par Choice. Elle reçoit la médaille William H. Welch en 1998. Elle obtient une bourse NEH pour 1997–1998 et une bourse Guggenheim pour 1998–1999.